# Ла-Іха-де-Діос
Ла-Іха-де-Діос (ісп. La Hija de Dios) — муніципалітет в Іспанії, у складі автономної спільноти Кастилія-і-Леон, у провінції Авіла. Населення — 75 осіб (2010).
Муніципалітет розташований на відстані близько 100 км на захід від Мадрида, 24 км на південний захід від Авіли.

## Демографія
Динаміка населення (INE ):

## Галерея зображень

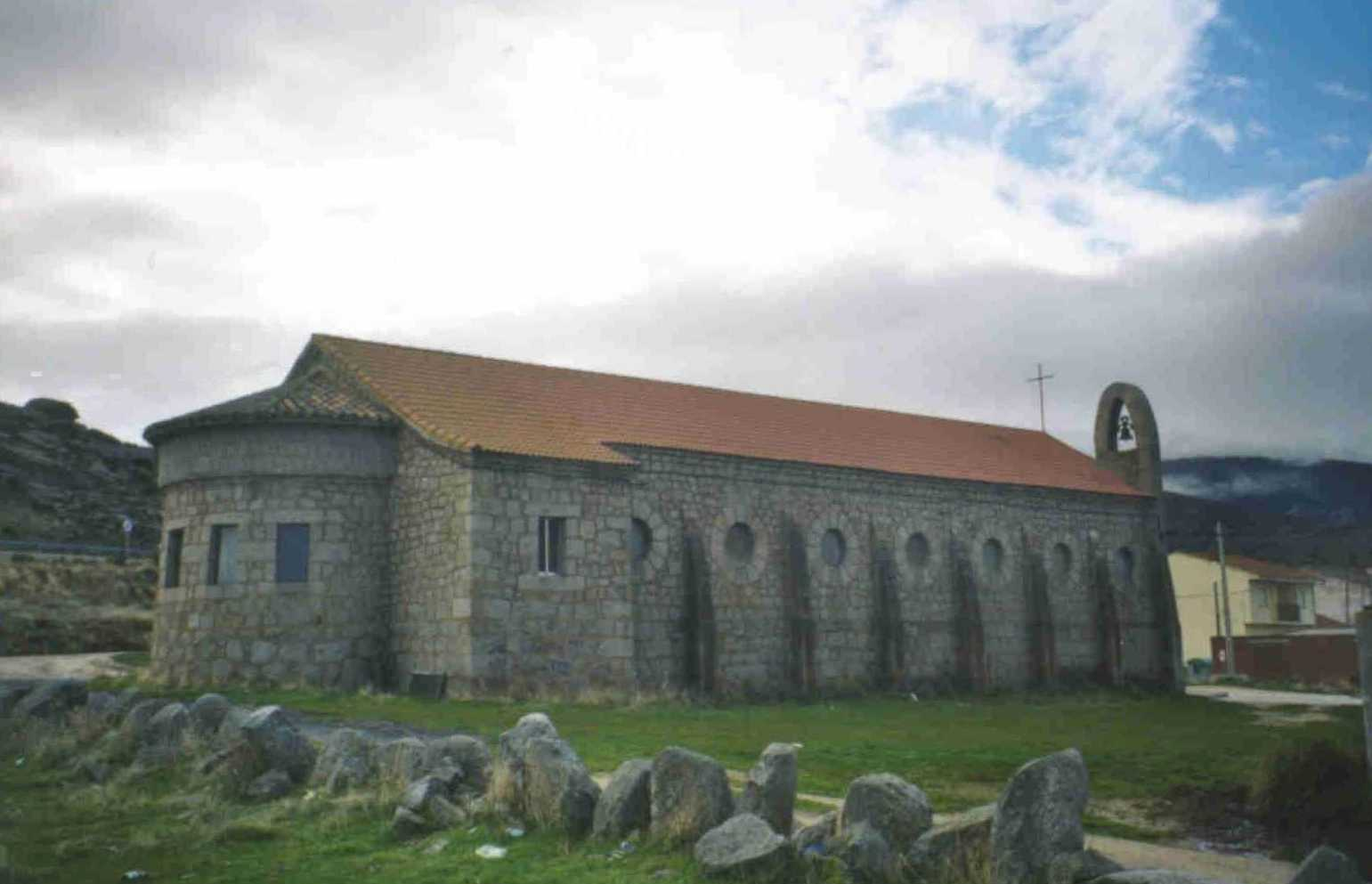
Церква у Ла-Іха-де-Діос